# Нова-Индепенденсия
Нова-Индепенденсия (порт. Nova Independência) — муниципалитет в Бразилии, входит в штат Сан-Паулу. Составная часть мезорегиона Арасатуба. Входит в экономико-статистический микрорегион Андрадина. Население составляет 2114 человека на 2006 год. Занимает площадь 265,282 км². Плотность населения — 8,0 чел./км².

## История
Город основан в 1943 году.

## Статистика
- Валовой внутренний продукт на 2003 составляет 28 926 352,00 реала (данные: Бразильский институт географии и статистики).
- Валовой внутренний продукт на душу населения на 2003 составляет 13 833,74 реала (данные: Бразильский институт географии и статистики).
- Индекс развития человеческого потенциала на 2000 составляет 0,737 (данные: Программа развития ООН).